# Tösens
Tösens – gmina w Austrii, w kraju związkowym Tyrol, w powiecie Landeck. Liczy 685 mieszkańców (1 stycznia 2015).